# Punta Cana nemzetközi repülőtér
A Punta Cana nemzetközi repülőtér (IATA: PUJ, ICAO: MDPC) a Las Américas nemzetközi repülőtér mellett a Dominikai Köztársaság fő nemzetközi repülőtere. Éves utasforgalma 8 181 848 fő (2022).

## Légitársaságok és úticélok
2023-ban a Punta Cana nemzetközi repülőtérről az alábbi járatok indulnak:
| Légitársaság           | Célállomások |
| ---------------------- | --- |
| Aerolíneas Argentinas  | Buenos Aires–Ezeiza |
| Air Canada             | Szezonális: Montréal–Trudeau, Toronto–Pearson |
| Air Canada Rouge       | Szezonális: Halifax, Montréal–Trudeau, Ottawa, Toronto–Pearson |
| Air Caraibes           | Párizs–Orly |
| Air Europa             | Madrid |
| Air Transat            | Montréal–Trudeau, Québec City, Toronto–Pearson Szezonális: Halifax, Hamilton, London (ON), Moncton, Ottawa |
| American Airlines      | Austin, Charlotte, Miami, New York–JFK, Philadelphia Szezonális: Boston, Chicago–O'Hare, Dallas/Fort Worth |
| Avianca                | Bogota, Medellin–JMC |
| British Airways        | London–Gatwick |
| Condor                 | Frankfurt |
| Copa Airlines          | Panama City–Tocumen |
| Corsair International  | Szezonális: Párizs–Orly |
| Delta Air Lines        | Atlanta, New York–JFK Szezonális: Boston, Detroit, Minneapolis/St. Paul |
| Discover Airlines      | Frankfurt |
| Edelweiss Air          | Zürich |
| Flair Airlines         | Szezonális: Ottawa ( November 1, 2023), Toronto–Pearson ( October 30, 2023) |
| Frontier Airlines      | Chicago–O'Hare, Cleveland, Orlando, Philadelphia, Tampa Szezonális: Atlanta, St. Louis, San Juan |
| Gol Transportes Aéreos | São Paulo–Guarulhos |
| Iberojet               | Madrid Szezonális: Barcelona, Lisszabon Szezonális charter: Porto |
| JetBlue                | Boston, Fort Lauderdale, Newark, New York–JFK, Orlando ( November 4, 2023), San Juan |
| LATAM Chile            | Miami, Santiago de Chile |
| LATAM Perú             | Lima |
| LOT                    | Szezonális charter: Katowice, Prága, Varsó–Chopin, Vilnius |
| Prinair                | Charter: Aguadilla |
| RUTACA Airlines        | Caracas, Maracaibo |
| Sky Airline Peru       | Lima |
| Sky High               | Miami, |
| Southwest Airlines     | Baltimore, Chicago–Midway, Fort Lauderdale Szezonális: Houston–Hobby, St. Louis |
| Spirit Airlines        | Fort Lauderdale, Orlando, Philadelphia |
| Sun Country Airlines   | Szezonális: Dallas/Fort Worth, Minneapolis/St. Paul |
| Sunrise Airways        | Port-au-Prince |
| Sunwing Airlines       | Montréal–Trudeau, Québec City, Toronto–Pearson Szezonális: Bagotville, Calgary, Edmonton, Fredericton, Gander, Halifax, Hamilton (ON), Kitchener/Waterloo, London (ON), Moncton, Ottawa, Regina, St. John's, Saskatoon, Vancouver, Winnipeg |
| Swoop                  | Szezonális: Toronto–Pearson |
| TUI Airways            | Birmingham, London–Gatwick, Manchester |
| TUI fly Belgium        | Brüsszel |
| TUI fly Netherlands    | Amszterdam |
| Turpial Airlines       | Valencia (VE) |
| United Airlines        | Chicago–O'Hare, Houston–Intercontinental, Newark, Washington–Dulles |
| WestJet                | Toronto–Pearson Szezonális: Calgary, Hamilton (ON) (2023. október 29-től) |
| Wingo                  | Bogota, Medellin–JMC |
| World2Fly              | Madrid Charter: Lisszabon, Porto Szezonális charter: Bratislava, Prága (mindkettő 2023 október 25-től) |

## Forgalom
Az utasforgalom az elmúlt években az alábbi módon változott:
| Utasok száma | 1 035 573 | 1 833 122 | 2 687 117 | 3 396 348 | 3 778 206 | 4 819 715 | 6 348 822 | 7 264 912 | 2 026 584 | 9 162 782 |
|              | 1998      | 2001      | 2004      | 2006      | 2009      | 2012      | 2015      | 2017      | 2020      | 2023      |